# Colonial Goose
El Colonial Goose es el nombre de un plato de Nueva Zelanda que se elabora con pierna de cordero. Es sorprendente que el nombre del plato en Inglés sea "Ganso colonial" a pesar de no participar como ingrediente ninguna carne de ganso.
También es muy común añadir zapallo.

## Características
Los pioneros colonos que ocuparon Nueva Zelanda llevaron consigo una gran cantidad de ovejas, pero los gansos (goose) fueron relativamente escasos. Para preparar platos similares a los que poseían en su país de origen: generalmente Inglaterra, tuvieron que aplicar su inventiva. El Colonial Goose hoy en día un platillo clásico neozelandés, y que algunos restaurantes ofrecen como atracción durante las celebraciones del solsticio de invierno (21 de junio en NZ). Esta operación de preparado hace que se tenga que quitarlos huesos de la pierna del cordero con mucho cuidado, cocinando con miel y frutas secas: melocotón, y posteriormente marinado en vino tinto (este último marinado le da el color y la textura de una ganso cocinado) - el plato original se elabora con pan rallado, mantequilla fundida, cebollas, perejil y cebolleta. El preparado base se puede encontrar en la mayoría de los supermercados de NZ en estas épocas: "colonial-geese".